# Вовчок (притока Самчика)
Во́вчок, Потік Волочик — річка в Україні, в Тернопільському районі Тернопільської області. Права притока Самчика (басейн Дністра).

## Опис
Довжина 19 км, похил річки — 4,0 м/км, площа басейну 106 км². Річкова долина вузька і глибока, схили порізані балками; є заболочені ділянки. Річище слабозвивисте. Споруджено кілька ставів.

## Розташування
Вовчок бере початок при північно-західній околиці села Добромірка. Тече переважно на південний схід, місцями на схід. Впадає до Самчика при східній частині села Скорики.
Над річкою розташовані села: Добромірка, Лозівка, Терпилівка, Климківці та Скорики.